# 1914 في فرنسا
فيما يلي قوائم الأحداث التي وقعت خلال عام 1914 في فرنسا.

## أحداث
- 14 أغسطس - الحرب العالمية الأولى
- 1 أكتوبر – معركة أراس
- 13 سبتمبر – السباق نحو البحر
- 5 سبتمبر – معركة المارن الأولى

## سياسة

### تعيين في المنصب
- 1 يناير – ألبرت كاريه مدير المسرح الكوميدي الفرنسي [الإنجليزية]‏.
- 1 يونيو – ألبير فرانسوا لوبران نائب فرنسي.
- 1 يونيو – فينسنت أوريول نائب فرنسي.
- 1 يونيو – موريس فيوليت نائب فرنسي.
- 13 يونيو – رينيه فيفياني رئيس الوزراء الفرنسي.

### انتهاء فترة المنصب
- 31 مايو – ألبير فرانسوا لوبران نائب فرنسي،Minister of the Colonies ‏.
- 31 مايو – موريس فيوليت نائب فرنسي.

## رياضة
- 12 أبريل – سباق باريس روبيه 1914 الفائزون Louis Mottiat [الإنجليزية]‏، Louis Luguet  [لغات أخرى]‏، Charles Crupelandt [الإنجليزية]‏.

## كتب
من الكتب التي صدرت هذه السنة في فرنسا:
- 1 يناير – بعثة بارسكا من تأليف جول فيرن، ميشيل فرن.

## مواليد

### يناير
- 4 يناير – جون بيير فرنان مؤرخ فرنسي.[1]
- 10 يناير – بيير كوجان دراج فرنسي.
- 22 يناير – أميدي رولان درّاج طريق فرنسي.

### مارس
- 2 مارس – لويس شايو درّاج طريق فرنسي.
- 2 مارس – ماكس أوليفييه-لاكامب صحفي فرنسي.[2]
- 18 مايو – مارسيل برنار لاعب كرة مضرب فرنسي.
- 30 مارس – جان موريس فييه[3]

### أبريل
- 5 أبريل – فيليتشي بوريل لاعب كرة قدم إيطالي.[4]
- 10 أبريل – جان ريفرزي طبيب فرنسي.[5]

### مايو
- 4 مايو – ريمون بلوخ[6]
- 18 مايو – مارسيل برنار لاعب كرة مضرب فرنسي.

### يونيو
- 16 يونيو – لويس غابريلارغ لاعب كرة قدم فرنسي.[7]

### يوليو
- 18 يوليو – أوسكار هيسيرير لاعب كرة قدم فرنسي.[8]
- 31 يوليو – لويس دي فنيس[9]

### سبتمبر
- 8 سبتمبر – ماريا فرانسيسكا من أورليان-براغانزا

### أكتوبر
- 3 أكتوبر – جان فروستييه كاتب فرنسي.[10]

## وفيات

### يناير
- 1 يناير – ابراهام بلوخ (مواليد 1859) حاخام فرنسي.

### مارس
- 25 مارس – فردريك ميسترال (مواليد 1830)[11]

### أبريل
- 28 أبريل – فيليب فان تيغام (مواليد 1839)[12]

### يوليو
- 31 يوليو – جان جوريس (مواليد 1859)[13]

### أغسطس
- 4 أغسطس – إيبارتين أوكلار (مواليد 1848)

### سبتمبر
- 14 سبتمبر – إميل إنجل (مواليد 1889) درّاج طريق فرنسي.
- 16 سبتمبر – لويس باش (مواليد 1883) لاعب كرة قدم فرنسي.
- 22 سبتمبر – آلان-فورنييه (مواليد 1886) كاتب فرنسي.[14]

### أكتوبر
- 2 أكتوبر – موريس كورتييه (مواليد 1879)